# Will Weaver
Will Weaver, né en 1984 à Austin, au Texas, est un entraîneur américain de basket-ball.

## Biographie
Il est diplômé en philosophie a obtenu son baccalauréat en philosophie de l'université du Texas et devient dans la foulée entraîneur adjoint des Longhorns du Texas. Il rejoint en 2010 les Bearkats de Sam Houston en tant qu'entraîneur adjoint.
En 2013, il est recruté par les 76ers de Philadelphie en tant qu'adjoint de Brett Brown. Il y reste trois saisons avant d'arriver aux Nets de Brooklyn comme adjoint de Kenny Atkinson.
Il intègre le staff technique de l'équipe d'Australie lors de la Coupe du monde 2014. Il remporte la médaille de bronze avec les Boomers lors des Jeux olympiques de 2020.
Il devient entraîneur des Nets de Long Island en NBA G League lors de la saison 2018-2019. L'équipe atteint la finale de conférence et Weaver est désigné meilleur entraîneur de la saison.
Le 22 mars 2019, il est nommé entraîneur des Sydney Kings en NBL.
Le 30 novembre 2020, il rejoint les Rockets de Houston en tant qu'adjoint.
Le 22 juillet 2022, Paris Basketball annonce le recrutement de Weaver en tant qu'entraîneur pour la saison 2022-2023.
Le 16 mai 2023, il annonce son départ du club parisien après un quart de finale en EuroCoupe et une 9ème place en Betclic Élite.
Le 20 juin 2023, il retourne aux Nets de Brooklyn en tant qu'entraîneur adjoint.

## Palmarès
- Entraîneur de l'année de la NBA G League 2019